# Anna Bergek
Anna Bergek, född Johnson den 23 augusti 1973, är en svensk professor i innovationssystem och teknikpolitik på Chalmers tekniska högskola i Göteborg. Bergek studerar innovation i mogna branscher och innovationssystem, med ett särskilt fokus på energiområdet. Hennes forskning syftar till att förstå under vilka förutsättningar mogna företag och branscher kan fortsätta att vara innovativa, hur ny teknik kan komma in och spridas i sektorer där det behövs en hållbar omställning, samt hur energi- och teknikpolitiska styrmedel bör utformas för att underlätta innovation och omställning.

## Biografi
Anna Bergek tog civilingenjörsexamen från I-linjen på Chalmers tekniska högskola 1997. Hon disputerade på samma lärosäte 2002 med doktorsavhandlingen Shaping and exploiting technological opportunities: the case of renewable energy technology in Sweden.
Efter sin doktorsexamen arbetade Bergek på Linköpings universitet i 14 år. Hon inledde som universitetslektor i industriell organisation med inriktning på innovationsprocesser i och mellan företag. Från 2008 var hon docent i industriell organisation vid Tekniska högskolan vid Linköpings universitet. 2015-2016 var Bergek biträdande professor i industriell organisation med inriktning på innovationsprocesser i och mellan företag, och hon var även prodekan för den tekniska fakulteten 2012-2016.
2016 återvände Anna Bergek till Chalmers tekniska högskola, där hon sedan maj 2017 är professor i innovationssystem och teknikpolitik vid institutionen för teknikens ekonomi och organisation. I mars 2018 blev hon även proprefekt och vice prefekt för forskning på institutionen.
Anna Bergek är en av grundarna av den så kallade funktionsansatsen inom forskning om teknologiska innovationssystem (”technological innovation systems”). Sedan 2014 är hon biträdande redaktör (Associate Editor) för tidskriften Research Policy

### Släkt
Anna Bergek är ättling till Johannes Gartman, professor i juridik vid Uppsala universitet 1668-1684.

## Priser och utmärkelser
- Gunnar Engströms ABB-stiftelses energistipendium (2002)[3]
- Christer Ericsons Miljö och Energipris (2001)

## Vetenskapliga publikationer
Anna Bergek har skrivit en mängd vetenskapliga publikationer. Du kan se en redovisning av dem i ORCID:s publikationsdatabas